# Перейра да Силва, Майкл Андерсон
Ма́йкл А́ндерсон Пере́йра да Си́лва (порт.-браз. Michael Anderson Pereira da Silva; род. 16 февраля 1983, Сан-Каэтану-ду-Сул; более известен как просто Ма́йкл) — бразильский футболист, выступавший на позиции полузащитника.

## Биография
Майкл начинал свою карьеру в молодёжной команде «Санту-Андре», однако первой его взрослой командой был «Крузейро».
В 2004 году футболист перешёл в «Палмейрас», где сначала играл в команде «B», а затем и дебютировал в главной команде. С приходом в команду тренера Кайо Жуниора, Майкл был определён в центр полузащиты, где по собственным словам, показывал свою лучшую игру в карьере.
Летом 2007 года Майкл за 4 млн долл. перешёл в киевское «Динамо». Майкл дебютировал на стадионе имени Валерия Лобановского в товарищеском матче против «Милана» на чествовании 80-летия «Динамо». Продемонстрировал скоростные качества и филигранную технику. в первом домашнем матче сезона 2007/08 против «Арсенала» на поле в составе «Динамо» вышли пять бразильцев — Родриго, Корреа, Майкл, Ринкон и Клебер. В этом матче Майкл отметился дублем. Однако прошло менее чем полгода, и на матч со «Спортингом» в Лиссабон киевляне полетели без единого представителя страны пентакампеонов. Все они к тому времени находились в отпуске — в Бразилии — с официальным диагнозом «травма». В конце 2007 года «Динамо» возглавил Юрий Сёмин, который основательно почистил состав. Команду покинули сразу три бразильца — Родриго, Клебер и Ринкон, а Майкл был переведён в дубль, но уже через полгода был отправлен из команды. Футболист вернулся в Бразилию, где играл в аренде за «Сантос», «Ботафого», откуда ушёл после конфликта, «Фламенго», где не имел достаточной игровой практики и «Португеза Деспортос».
Далее продолжил карьеру в бразильских «Риу-Прету», «Санту-Андре» и «Волта-Редонда».
Последний матч на профессиональном уровне Майкл Андерсон провёл за «Боа» 1 марта 2017 года в рамках Кубка Бразилии. Он вышел на замену на 84 минуте при счёте 0:0. В серии пенальти соперник, «Гояс», оказался сильнее 3:2.

## Достижения
- Чемпион штата Сан-Паулу (Серия A2) (1): 2013
- Обладатель Кубка Паулиста (1): 2014
- Вице-чемпион Украины (1): 2007/08